# Гра на виживання (фільм, 2012)
Гра на виживання (англ. Gone) — американський трилер 2012 року.

## Сюжет
Джилл одного разу приходить додому і не знаходить сестру. Джилл впевнена, що серійний вбивця, який викрадав її два роки тому, повернувся, щоб довести розпочате до логічного завершення. А почне він з її сестри. Поліція не сприймає її всерйоз, кажучи, що дівчина з'явиться, коли нагуляется. Єдиний вихід — вступити в сутичку з маніяком і розібратися з цим раз і назавжди.

## У ролях
- Аманда Сейфрід — Джилл
- Деніел Сунджата — Пауерс
- Дженніфер Карпентер — Шарон Еймс
- Себастьян Стен — Біллі
- Веслі Бентлі — Пітер Гуд
- Нік Сірсі — містер Міллер
- Сократіс Отто — Джим
- Емілі Вікершем — Моллі
- Джоель Мур — Нік Мессі
- Кетрін Менніг — Еріка Лонсдейл
- Майкл Паре — лейтенант Рей Боузмен
- Сем Аптон — офіцер Маккей
- Тед Руні — Генрі Мессі
- Ерін Каруфел — 'офіцер Еш
- Емі Лоугорн — Таня Муслін
- Сьюзен Гесс — доктор Міра Андерс
- Джанін Джексон — Місіс Чермак
- Блейн Палмер — Конрад Рейнольдс
- Віктор Морріс — офіцер Дюбуа
- Джефф Коул — клієнт 1
- Трейсі Пака — школярка 1
- Медісон Рей — школярка 2
- Гантер Перріш — Трей